# Arrondissement de Rufisque
L'arrondissement de Rufisque est l'un des arrondissements du Sénégal. Il est situé au sud du département de Rufisque, dans la région de Dakar.
Il comprend 3 communes d'arrondissement :
- Rufisque Est ;
- Rufisque Nord ;
- Rufisque Ouest.

En 2002, l'arrondissement comptait 143 281 personnes, 11 125 concessions et 16 573 ménages. 